# Agnes Etherington Art Centre
Das Agnes Etherington Art Centre ist ein Kunstmuseum in Kingston, Ontario, auf dem Campus der Queen’s University. Es wurde 1957 eröffnet und geht auf das Vermächtnis von Agnes Richardson Etherington (1880–1954) zurück, die ihr georgianisches Wohnhaus der Universität als kulturelle Einrichtung vermachte.

## Geschichte
Agnes Etherington, langjährige Kunstmäzenin in Kingston und Mitglied der Suffragetten-Bewegung, legte in den 1920er und 1930er Jahren den Grundstein für das Agnes Etherington Art Centre, als sie an der Queen’s School eine Sommerschule für Künstler ins Leben rief. Als sie André Charles Biéler einlud, als Gastkünstler nach Kingston zu kommen, wurden ihre Pläne konkreter. Als sie 1954 starb, vermachte sie ihr Haus der Queen’s University, um „die Sache der Kunst und der Gemeinschaft zu fördern“. Das Agnes Etherington Art Centre – schon früh liebevoll „The Agnes“ genannt – wurde 1957 offiziell eröffnet. Es hat sich seitdem zu einer Galerie von nationaler und internationaler Bedeutung entwickelt. André Biéler wurde der erste Direktor des Art Centre (1957–1962) und Frances K. Smith die erste Kuratorin. Um seiner wachsenden Rolle als öffentliche Kunstgalerie gerecht zu werden, wurde das Gebäude 1962, 1975, 1978 und 2000 erweitert, als die Sammlungen, Ausstellungen und Programme wuchsen. Das Zentrum umfasst acht Galerien, einen speziellen Ausstellungsraum (Biéler Studio) und Räume im historischen Agnes Etherington-Haus.

## Sammlung

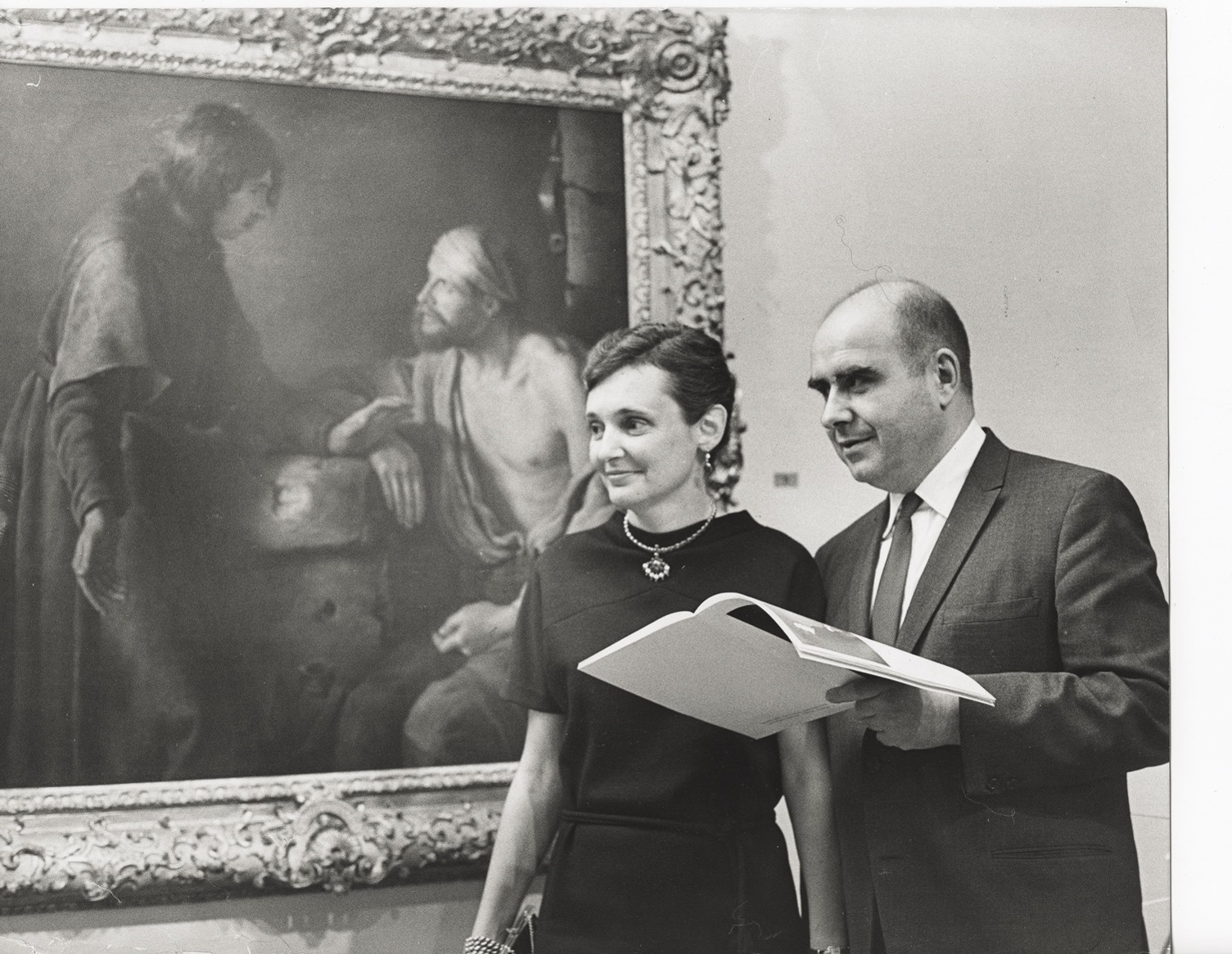
Helen und Alfred Bader besuchen ein Kunstmuseum in Europa

Die über 17.000 Werke umfassende Sammlung des Agnes Etherington Art Centre umfasst zeitgenössische Kunst, herausragende Beispiele historischer kanadischer Kunst, die Kunst der Ureinwohner Kanadas sowie die Lang Collection of African Art.

### Bader Collection
Die Bader Collection gehört zu den größten Privatsammlungen ihrer Art in der Welt. In den vergangenen 40 Jahren hat Alfred Bader (1924–2018) aus Milwaukee Werke an das Agnes Etherington Art Centre seiner kanadischen Alma Mater, der Queen’s University, gespendet, wo die gesamte Bader Collection untergebracht wurde. Die Altmeister-Sammlung umfasst mehr als 500 Kunstwerke, darunter rund 300 Gemälde, mit Schwerpunkt mit Schwerpunkt auf niederländischer und flämischer Malerei des 17. Jahrhunderts, darunter mehrere Werke von Rembrandt.
Die ersten Werke der Sammlung wurden in den späten 1960er und frühen 1970er Jahren von Alfred Bader und seiner ersten Frau Helen (Danny) Bader (1927–1989) gestiftet. Diese frühen Schenkungen umfassten europäische Gemälde, darunter auch italienische Werke. Ab den 1980er Jahren rückte die niederländische Kunst des Goldenen Zeitalters in den Vordergrund, die von Alfred Bader und seiner zweiten Frau Isabel Bader (1926–2022) gefördert wurde. Zu den Höhepunkten zählen vier Gemälde von Rembrandt van Rijn (Schenkung 2015). Zwei Kataloge von Dr. David de Witt (2008 und 2014) dokumentieren die Sammlung umfassend. Spätere Ankäufe und digitale Projekte wurden von Dr. Jacquelyn Coutré betreut.

## Ausgewählte Werke

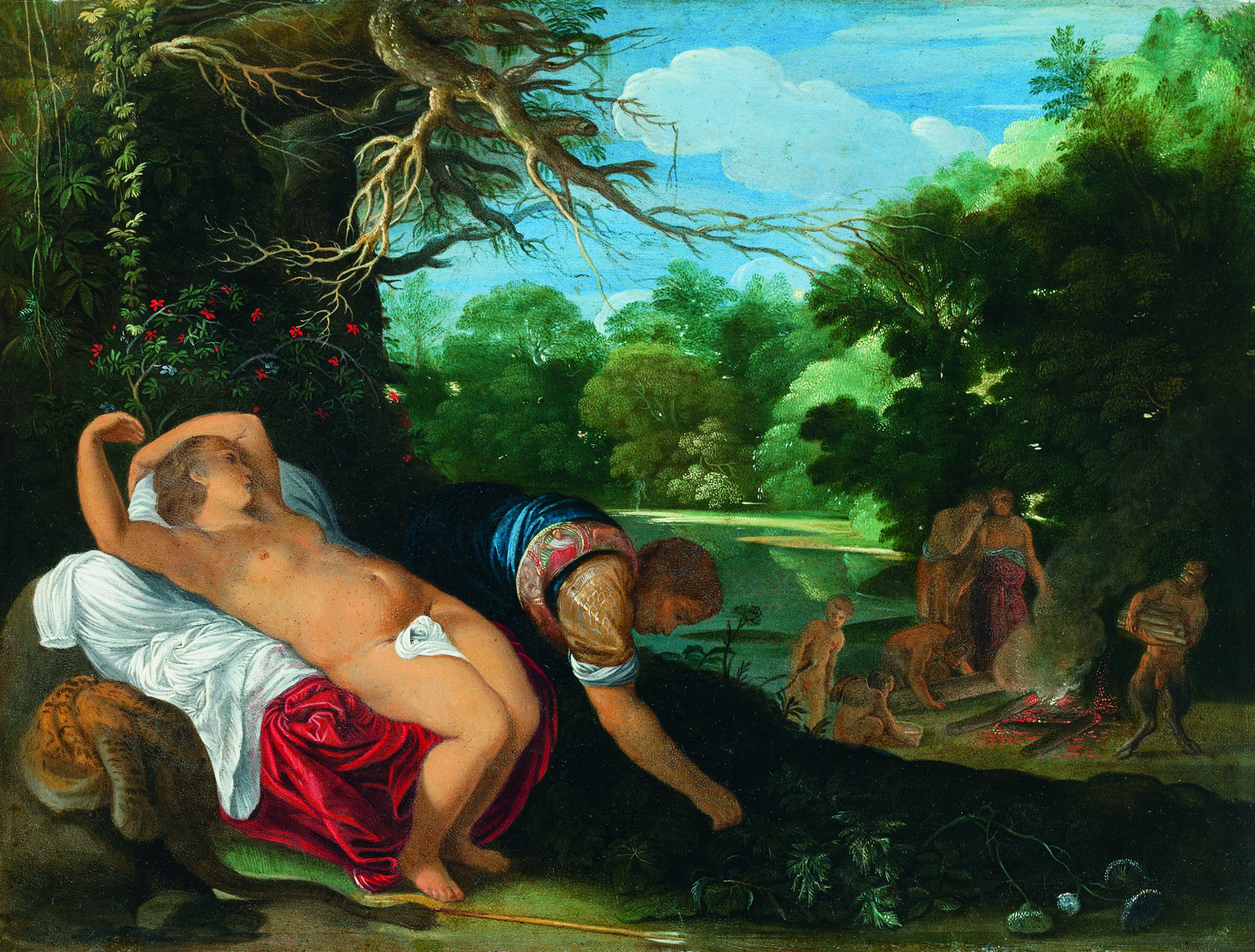
Johann König, Apollo und Coronis, ca. 1607
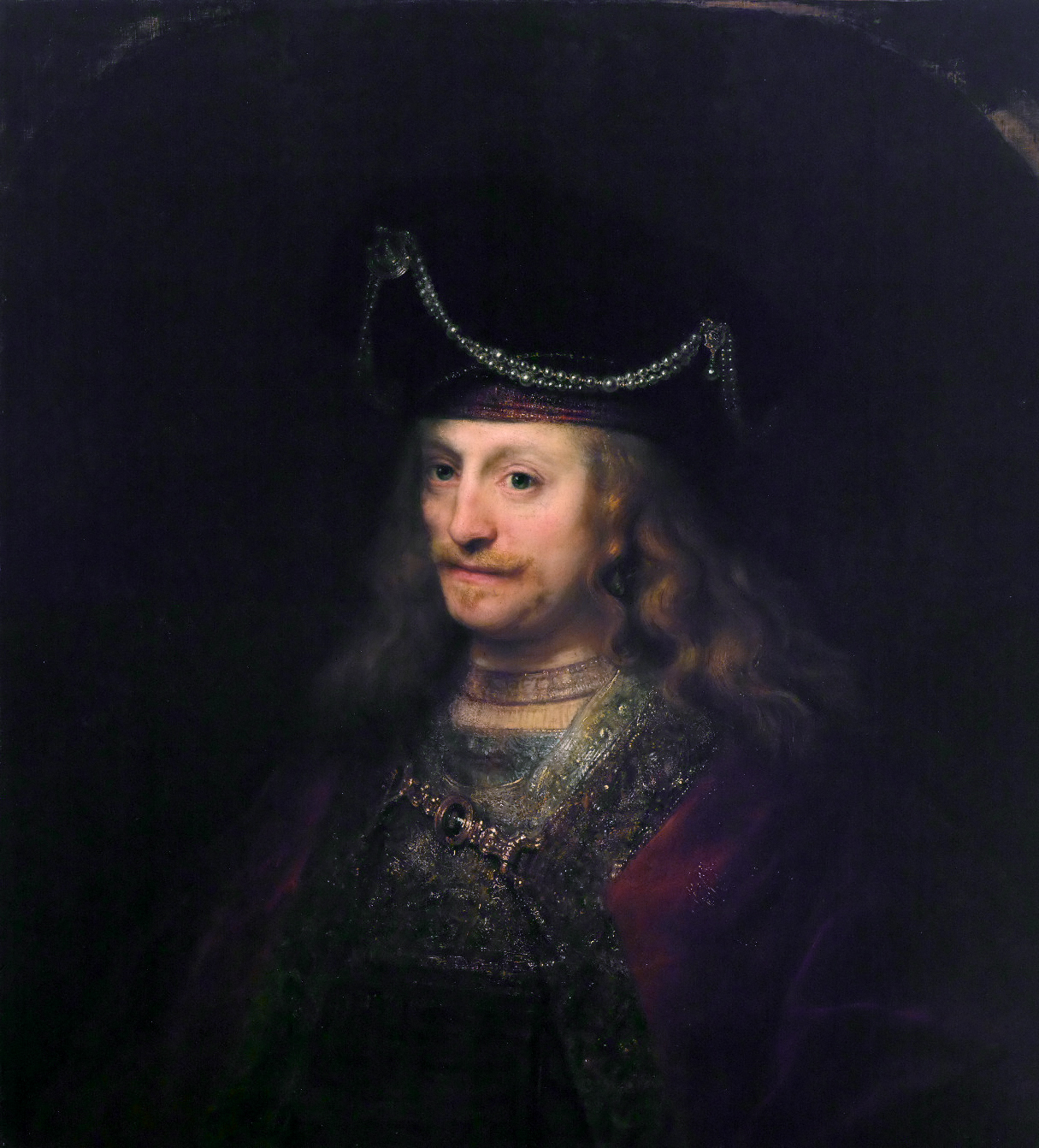
Ferdinand Bol, Ein Mann in elegantem Gewand und hoher, perlenbesetzter Mütze, c. 1643
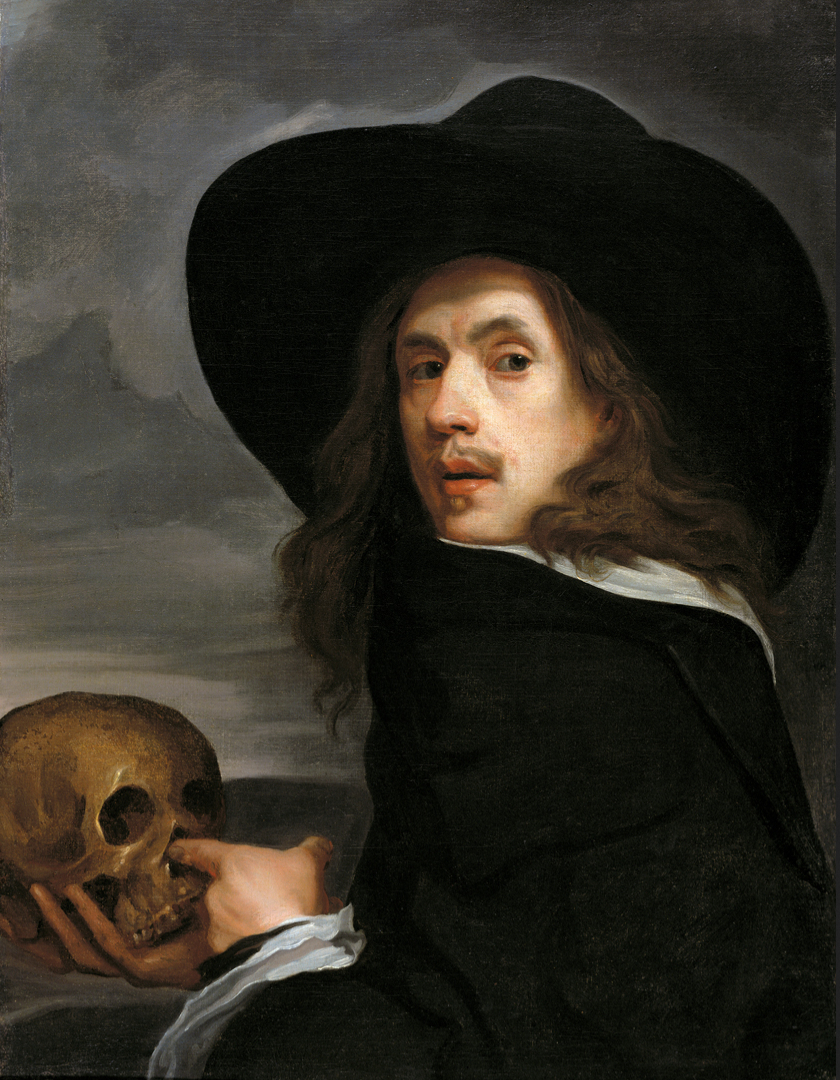
Michiel Sweerts, Selbstporträt mit Totenkopf, ca. 1660
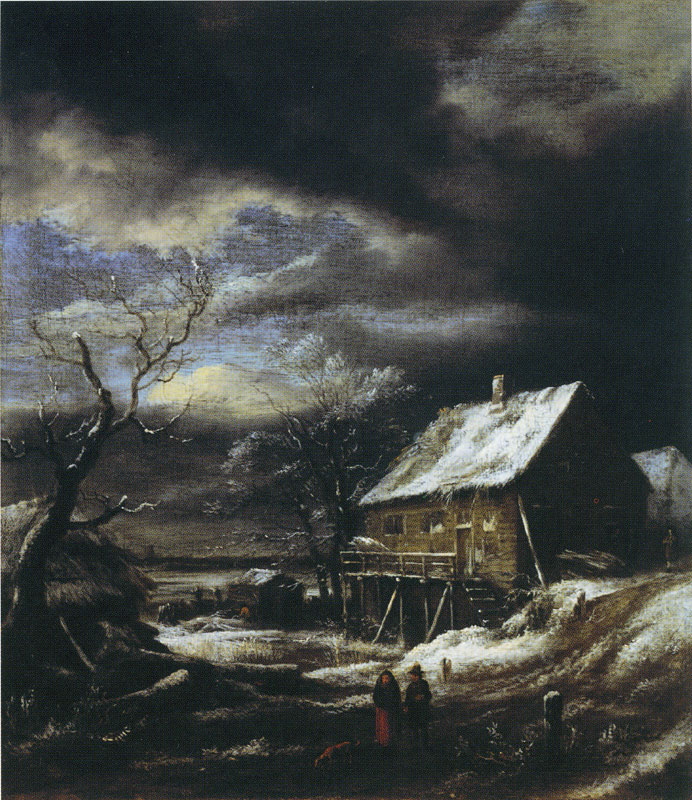
Jacob van Ruisdael, Winterlandschaft mit einem Holzhaus, ca. 1667–1673
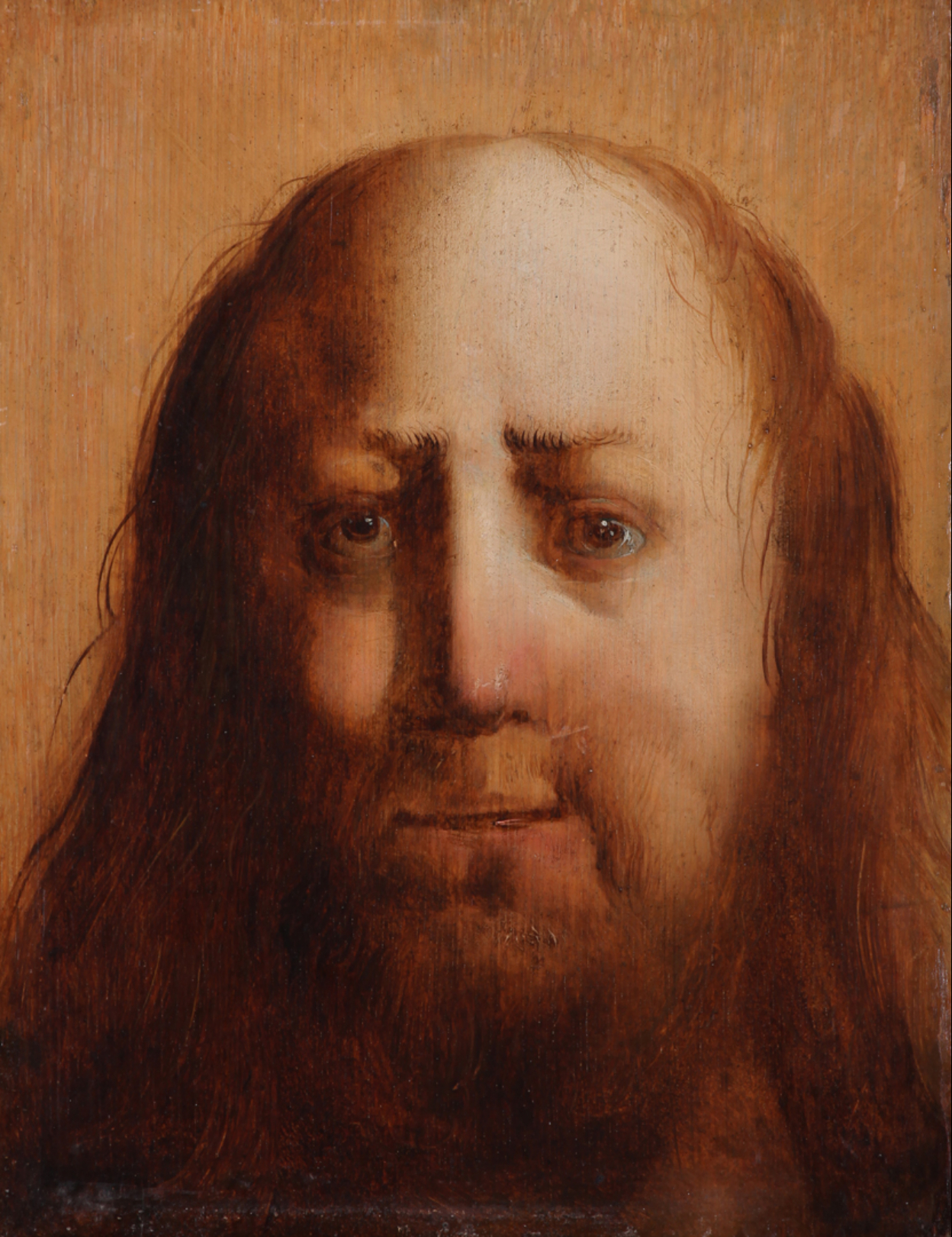
Jan van de Venne, Kopf von Jesus, um 1630–1640
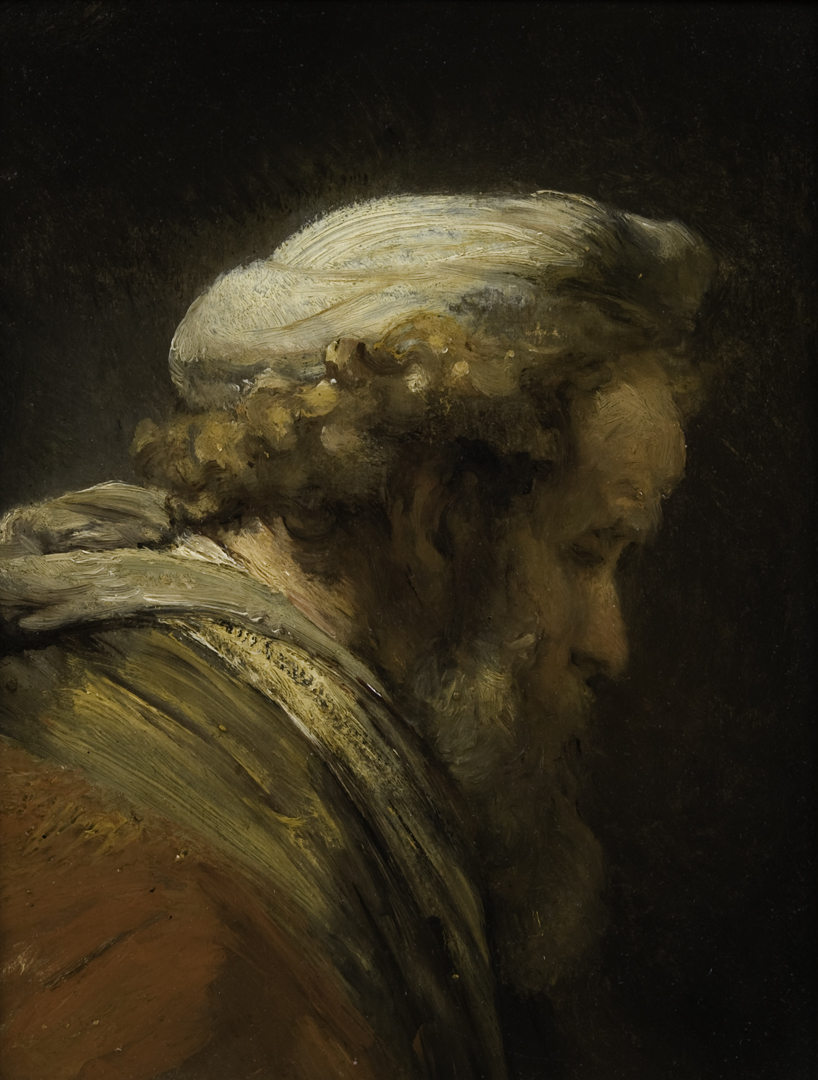
Rembrandt Harmensz. van Rijn, Kopf eines Mannes mit Turban, 1661
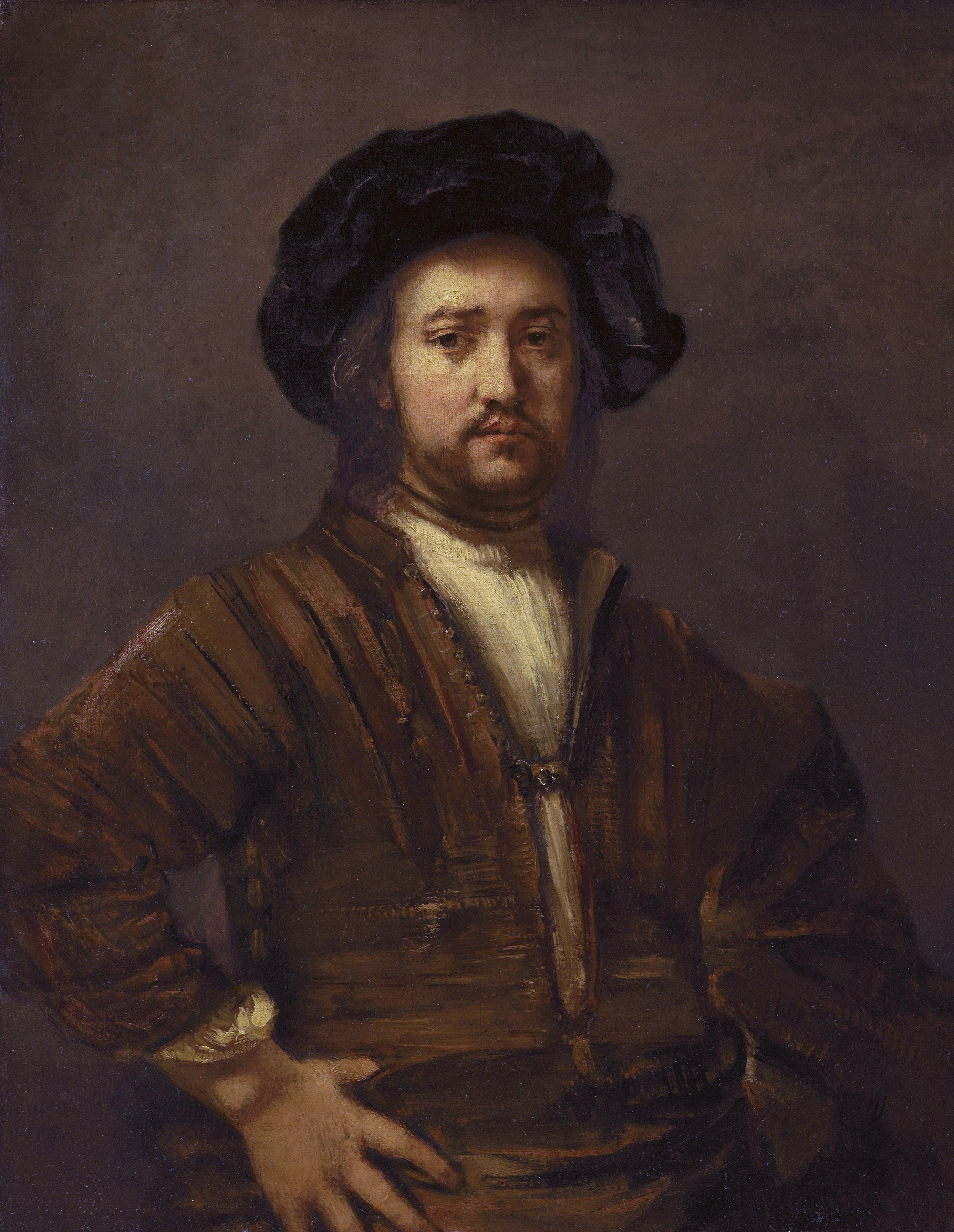
Rembrandt Harmensz van Rijn, Bildnis eines Mannes, 1658
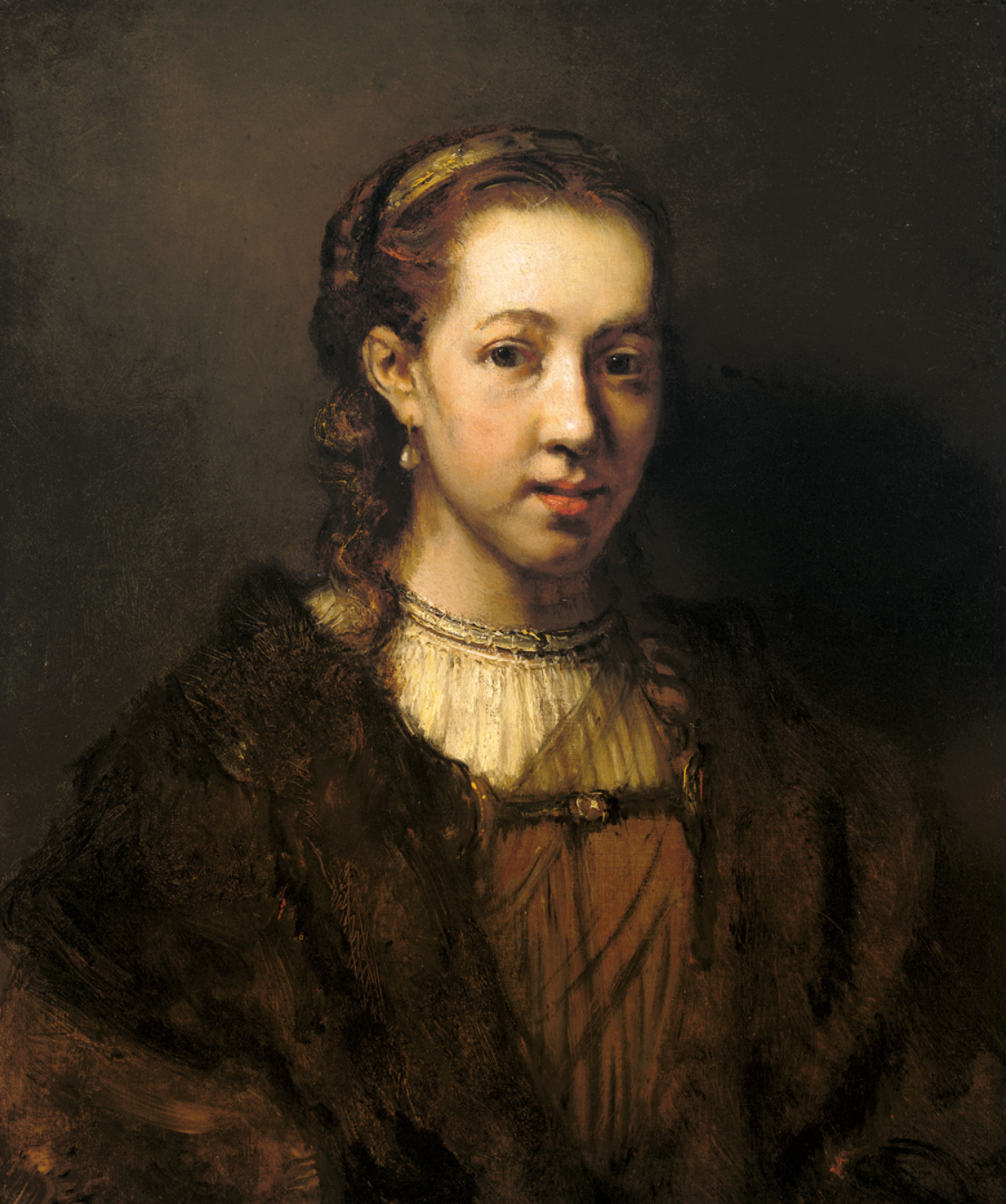
Jacobus Leveck (zugeschrieben), Bildnis eines Mädchens mit Pelzmantel, ca. 1653
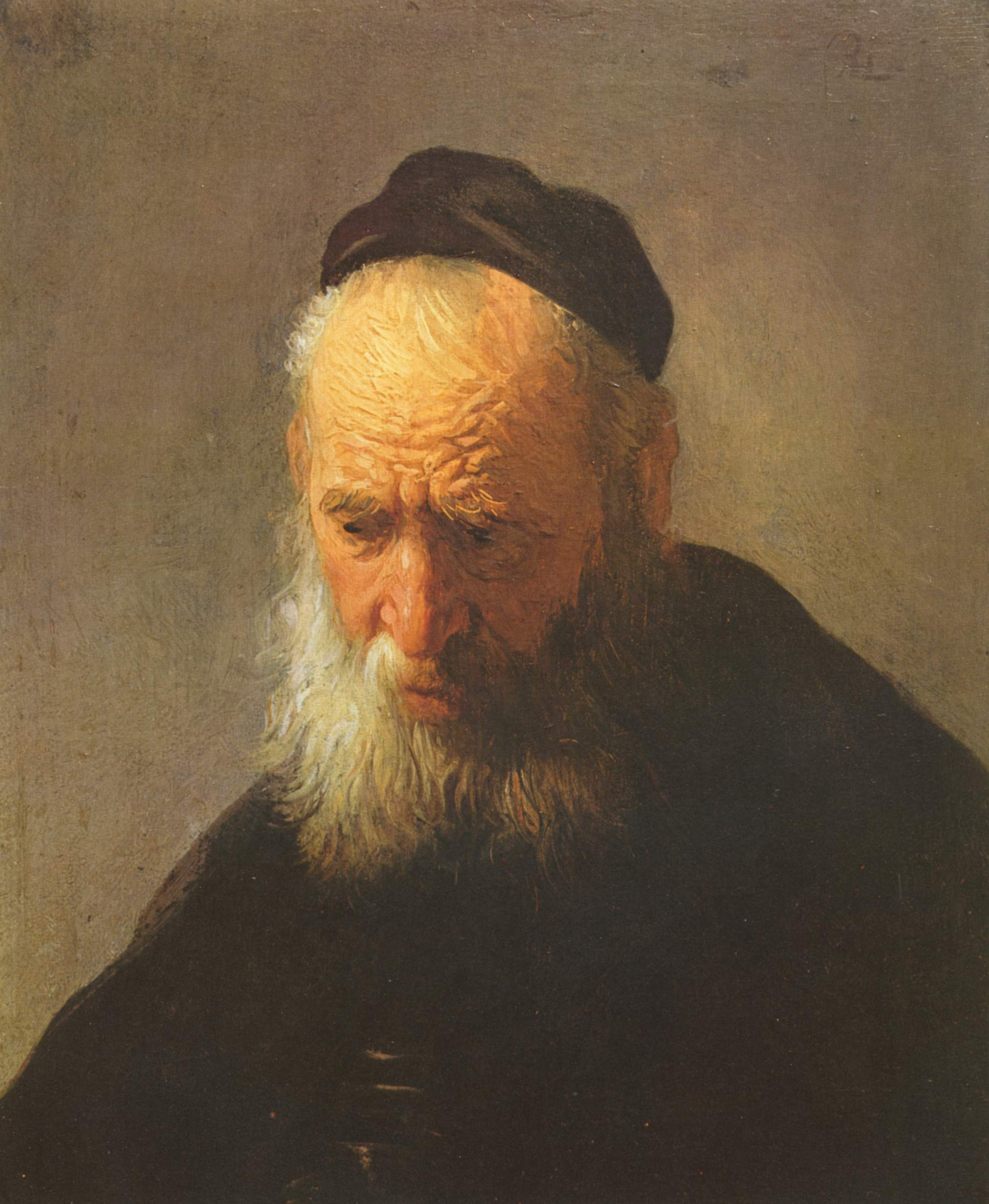
Rembrandt Harmensz. van Rijn, Porträt eines alten Mannes, ca. 1629
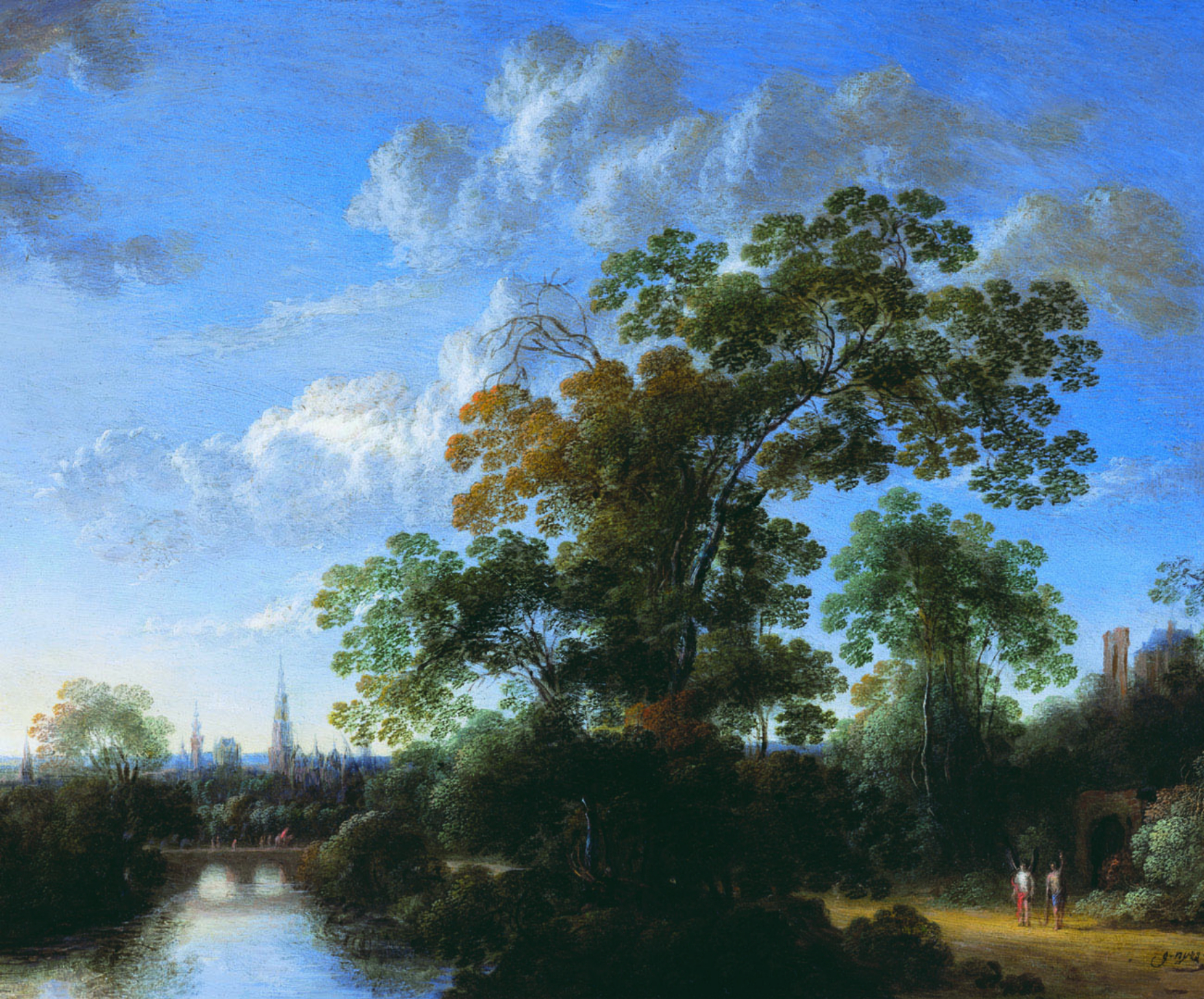
Gillis Neyts, Landschaft mit Tobias und dem Engel, mit einer Ansicht von Antwerpen im Hintergrund, nach 1660